# Kamionki (powiat giżycki)
Kamionki (niem. Kamionken, od 1928 r. Steintal) – wieś w Polsce położona w województwie warmińsko-mazurskim, w powiecie giżyckim, w gminie Giżycko.
W latach 1954–1961 wieś należała i była siedzibą władz gromady Kamionki, po jej zniesieniu w gromadzie Giżycko. W latach 1975–1998 miejscowość należała administracyjnie do województwa suwalskiego.

## Historia
Wieś lokował 14 września 1436 roku komtur Pokarmina Johann von Beenhausen. Pierwszym sołtysem wsi był Paweł Doliwa. Jako sołtys otrzymał on sześć włók z zadaniem sprowadzenia osadników na obsadzenie 54 włók. 
W roku 1625 było tu dwadzieścia sześć gospodarstw chłopskich. Trzech gospodarzy prowadziło karczmy. We wsi w tym czasie mieszkali sami Polacy.
Na początku I wojny światowej wieś była głównym ośrodkiem mobilizacji 3 Rezerwowej Dywizji Piechoty (niemieckiej) a 28 sierpnia 1914 miejscem zaciętej bitwy obronnej wojsk niemieckich przeciwko nacierającym Rosjanom.
W okresie międzywojennym w Prusach Wschodnich.
W roku 1946 we wsi adaptowano kuźnię na kaplicę katolicką. Kaplicę obsługiwał ks. Adam Szabunia proboszcz parafii w Sterławkach Wielkich. Współcześnie Kamionki są samodzielną parafią która należy do Dekanatu Giżycko.
W latach 1954–1972 Kamionki należały do gromady Giżycko.

## Szkoła
Szkoła w Kamionkach została założona w 1737 roku.
Po II wojnie światowej szkoła podstawowa uruchomiona została tu 15 marca 1946 roku. Organizatorem szkoły był Teodor Bryła. Szkoła ta w roku 1946 miała 71 uczniów i jednego nauczyciela. W roku szkolnym 1964/1965 szkoła miała sześciu nauczycieli i 135 uczniów.

## Demografia
W roku 1939 w Kamionkach mieszkało 508 osób, a w roku 1970 - 305 osób.